# Círculo de Jena

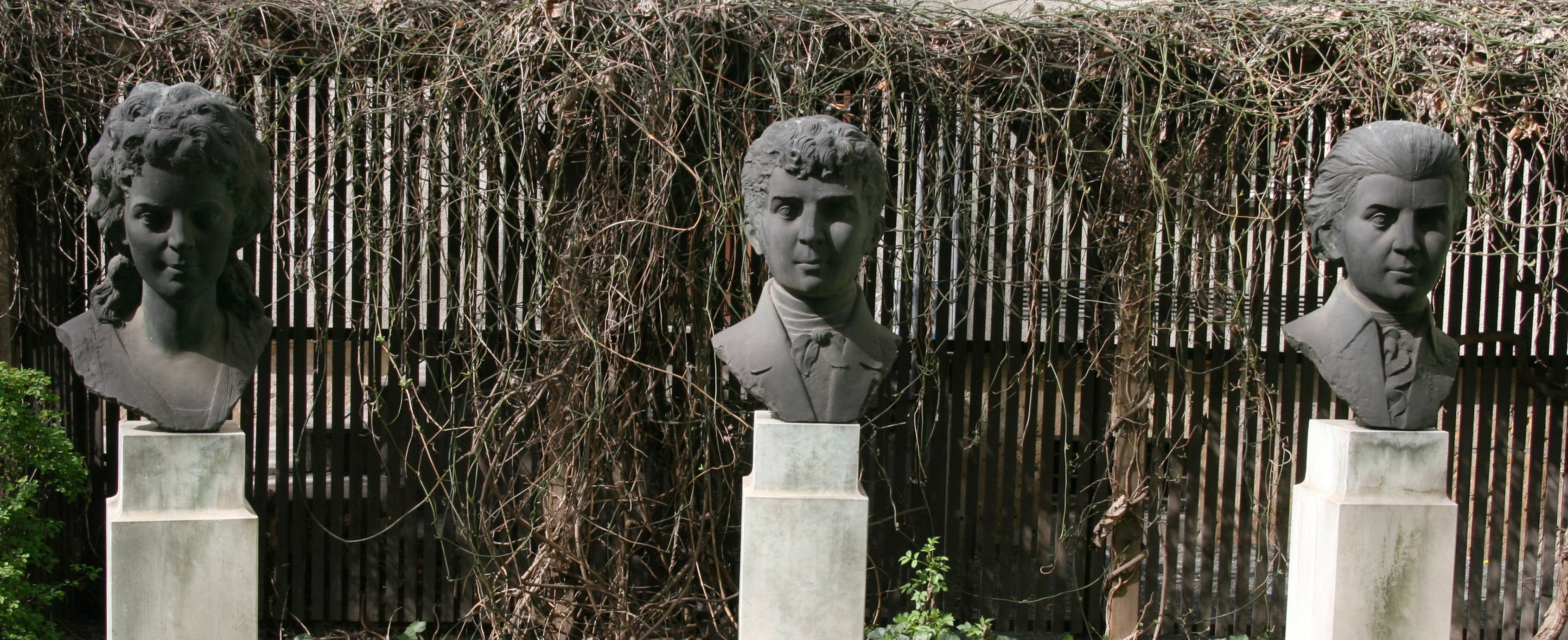
Los bustos de Caroline Schelling, August Wilhelm Schlegel y Friedrich Schlegel frente al Museo Romantikerhaus en Jena.

El Círculo de Jena, románticos de Jena o primer romanticismo alemán (en alemán original Jenaer Frühromantik) se constituyó entre 1797 y 1802 o 1804, y designa el primer periodo del movimiento romántico en Alemania, donde se originó, representado por la obra de un grupo centrado en Jena. Comenzó en 1796 con el traslado de August Wilhelm von Schlegel y Caroline Schlegel a la ciudad y terminó alrededor de 1803 con la marcha de Caroline Schlegel y Friedrich von Schelling.  El grupo fue liderado por el polifacético escritor Ludwig Tieck. Dos miembros del grupo, los hermanos August Wilhelm y Friedrich von Schlegel, que sentaron las bases teóricas del Romanticismo en el órgano del círculo, el Athenäum, sostenían que el primer deber de la crítica era comprender y apreciar el derecho del genio a seguir su inclinación natural.
Se ha señalado como el mayor logro imaginativo de este círculo las poesías y novelas fragmentarias de Novalis.  Las obras de Johann Gottlieb Fichte y Friedrich von Schelling, por su parte, expusieron las doctrinas románticas en filosofía, mientras que el teólogo Friedrich Schleiermacher demostró la necesidad del individualismo en el pensamiento religioso.
El Romanticismo temprano se considera el núcleo del Romanticismo alemán y tuvo un impacto significativo en el arte y la cultura modernos.  Para 1804, el círculo de Jena se había disuelto. Una segunda fase del Romanticismo alemán se inició dos años después en Heidelberg. Berlín, con sus salones literarios, y Dresde, con su origen en Jena y su influencia, son considerados otros centros del romanticismo temprano. Se considera que el movimiento contribuyó al desarrollo del idealismo alemán en la filosofía moderna tardía.

## Historia
Este movimiento retoma los fundamentos teóricos de una renovación estética y metafísica iniciada por Wieland, Herder, Goethe, Schiller, Schelling y Fichte. Los principales representantes de este movimiento nacido en Jena fueron los hermanos Friedrich y August Wilhelm Schlegel, sus compañeras respectivas Dorothea Veit y Caroline Böhmer, Novalis, Friedrich Hölderlin, Ludwig Tieck, Friedrich Schleiermacher,y Johann Gottlieb Fichte.
En otoño de 1799 Friedrich Schlegel se instaló en Jena. «Un santuario del pensamiento, la ciudad fue el centro de la filosofía poskantiana alemana». Su hermano August se hallaba ya allí desde 1796 y desde 1798 era profesor universitario participando en la revista Las Horas animada por Schiller en 1795, y luego en su Almanaque de las Musas (Musenalmanach, 1796-1800). August Schlegel mantiene correspondencia con Goethe; se ve con Schiller desde 1798. Friedrich Schlegel, regresando de Berlín, donde había estado viviendo desde 1797, se encontró con Ludwig Tieck y Wilhelm Heinrich Wackenroder. Esta reunión fundó el Círculo de Jena que, renovando los fundamentos teóricos de la literatura alemana, se separó de la influencia de Goethe. Este último, al que apenas apreciaba Friedrich Schlegel, mantuvo un recuerdo amargo de la escisión y retrospectivamente llamó en su correspondencia a los hermanos Schlegel «monarcas absolutos y déspotas. Cada mañana nuevas proscripciones o ejecuciones: las listas se llenaban de nombres, los cadalsos se levantaban». Es a través de la revista Athenaeum como Friedrich Schlegel llegó a reunir a su alrededor a los primeros románticos alemanes, de algún modo enfrentados al llamado Clasicismo de Weimar.
La revista literaria Athenaeum, fundada en 1798 por los hermanos Schlegel, es considerada la publicación central del Círculo de Jena. Friedrich Schlegel, August Wilhelm Schlegel, Dorothea von Schlegel, Caroline Schelling (entonces casada con August Schlegel), Novalis, August Ferdinand Bernhardi, Sophie Bernhardi, Friedrich Schleiermacher, August Ludwig Hülsen y Carl Gustaf von Brinkman aportaron más de tres volúmenes de textos de 1798 a 1800. Athenaeum, según Alain Montandon, atestiguaba el hecho de que el romanticismo «antes que ser una sensibilidad o un estilo, es ante todo una teoría (lo que no sorprendería a nadie que conozca la importancia de las lecturas y reflexiones filosóficas de la época [...])». Y la teoría de lo que Friedrich Schlegel concibe en su Carta sobre la novela / Brief über den Roman (1800) como un absoluto literario, mezcla tanto la práctica como la crítica. Esta es la primera lección la deriva Friedrich Schlegel de la lectura de Jacques le fataliste de Diderot, o del Tristram Shandy de Sterne, novelas fundadas en la digresión, una forma absoluta de libertad creativa. De hecho, en vez de acoger la  publicación de obras literarias originales, lo que hace Schlegel es una revisión y principalmente una reunión de fragmentos de pensamiento y notas de lectura, una colección crítica; haciendo de esta forma de recogida fragmentaria el fundamento de una nueva estética que Schlegel llama «Witz», que Baudelaire llama «fusées/cohetes» y que será explorada en particular por Novalis.

### Publicaciones: 1798-1800

#### 1798
- Primer volumen, primera parte:
  - Vorerinnerung

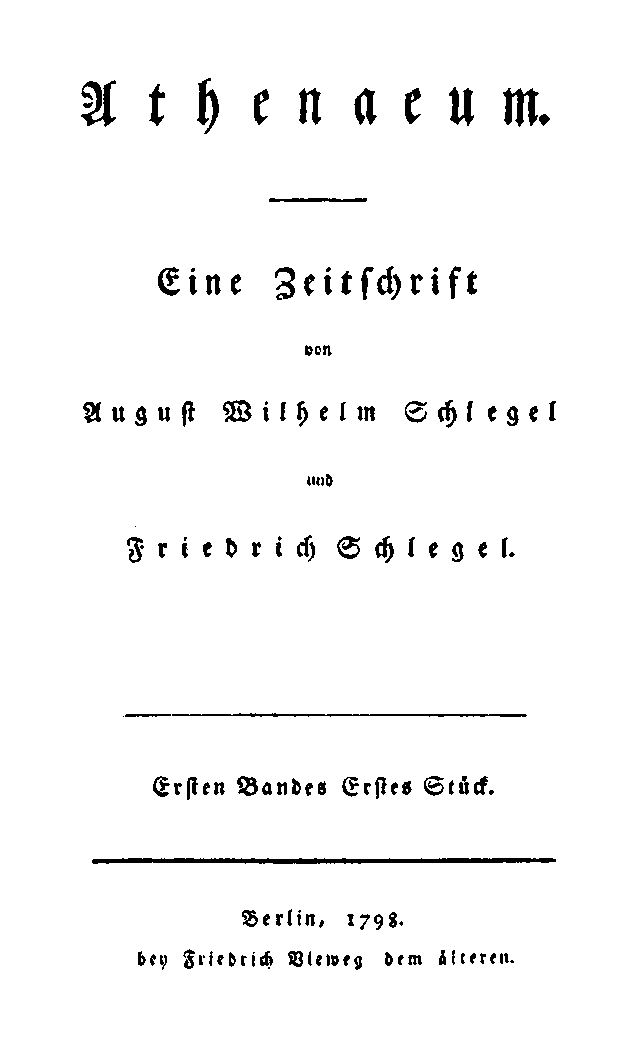
Portada de la primera aparición de Athenæum (1798)

  - I. W. — [Wilhelm Schlegel]: Die Sprachen. Ein Gespräch über Klopstocks grammatische Gespräche. 3–69
  - II. Novalis: Вlüthenstaub. 70–106
  - III. W. u. F. [Wilh. und Fried. Schlegel]: Elegien aus dem Griechischen. 107—111
  - IV. W. [Wilh. Schlegel]: Beyträge zur Kritik der neuesten Litteratur. 141–177
- Primer volumen, segunda parte :
  - I. [451] Fragmente von Wilhelm, Friedrich und Caroline (?) Schlegel, Novalis, Schleiermacher. 3—146.
  - II. Friedr. Schlegel: Ueber Goethe’s Meister [I]. 147—178

#### 1799
- Segundo volumen, primera parte:
  - I. F. [Friedrich Schlegel]: Ueber die Philosophie. An Dorothea. 1—38
  - II. W. [Wilhelm y Caroline Schlegel]: Die Gemählde. Gespräch. [mit eingestreuten Gedichten Wilh. Schlegels]. 39–151
  - III. [Aug. Ludw.] Hülsen: Ueber die natürliche Gleichheit der Menschen. 152—180.
- Segundo volumen, segunda parte :
  - I. W. [Wilhelm Schlegel]: Die Kunst der Griechen. An Goethe. Elegie. „Kämpfend verirrt sich die Welt“. 181–192
  - II. W. [Wilhelm Schlegel]: Ueber Zeichnungen zu Gedichten und John Flaxman’s Umrisse. 193–246
  - III. Der rasende Roland. Eilfter Gesang. 247–284
  - IV. Notizen. 284—327.
    - [A. W. Schlegel]: Einleitung. 285—288
    - [Friedr. Schlegel]: Schleiermachers Reden über die Religion. 289—300
    - [Schleiermacher]: Anthropologie von Immanuel Kant. 300—306
    - [A. W. Schlegel]: Notizen. 307–327

  - Litterarischer Reichsanzeiger oder Archiv der Zeit und ihres Geschmacks. 328—340

#### 1800
- Tercer volumen, primera parte :
  - I. Friedrich Schlegel: An Heliodora. 1–3
  - II. Friedr. Schlegel: Ideen. 4–33
  - III. Hülsen: Natur-Betrachtungen auf einer Reise durch die Schweiz. 34—57
  - IV. Fr. Schlegel: Gespräch über die Poesie. Einleitung. 58—67
  - V. Notizen.
    - [Schleiermacher]: Garve’s letzte noch von ihm selbst herausgegebene Schriften 129—139
    - [Wilh. Schlegel]: Matthissons Basrelief am Sarkofage des Jahrhunderts; Alius Abenteuer; Nachtrag zu M.'s Gedichten; Musenalmanach für 1800 von Voss; F. W. A. Schmidt; Wettgesang zwischen Voss, Matthisson und Schmidt „Voss, Poesie wie die schwarze Suppe“. 139—164
- Tercer volumen, segunda parte:
  - I. F. [Friedrich Schlegel]: An die Deutschen. „Vergaset auf ewig ihr der hohen Ahnen“. 165–168
  - II. F. [Friedrich Schlegel]: Gespräch über die Poesie. (Forts. u. Schluss.) 169–187
  - III. Novalis: Hymnen an die Nacht. 188–204
  - IV. Sophie B. [Bernhardi]: Lebensansicht. 205–215
  - V. W. u. F. [Wilhelm und Friedrich Schlegel]: Idyllen aus dem Griechischen. 216–227
  - VI. A. W. Schlegel, Friedrich Schlegel: Sonette. 233–237
  - VII. Notizen.
    - D. [Dorothea]: Moralische Erzählungen von Ramdohr. 238–243
    - S -r [Schleiermacher]: Engels Philosoph für die Welt. III. Th. 243–252
    - W. [Wilhelm Schlegel]: Parny, La guerre des dieux. 252–266
    - B. [Bernhardi]: Verstand und Erfahrung. Eine Metakritik zur Kritik der reinen Vernunft von J. G. Herder. Zwei Theile. 266–281
    - S — r. [Schleiermacher]: Fichtes Bestimmung des Menschen. 281–295
    - A. W. Schlegel: Soltaus Don Quixote [Tiecks Uebersetzg.]; Belletristische Zeitung. 295–334

  - VIII. F. [Friedrich Schlegel]: Ueber die Unverständlichkeit. 335–352

## Ideología
Una ojeada a los sumarios de los distintos números del Atheneum revela la amplitud de los temas tratados por los primeros románticos alemanes, señal de la voluntad de Friedrich Schlegel, hombre orquesta del movimiento, de asentar firmemente una ideología totalizadora en todos los aspectos del mundo y de la relación del sujeto con el mundo: aspecto crítico del Witz, examen comparativo de las religiones (protestantismo y catolicismo, al cual se convirtieron Tieck y Brentano y más tarde Friedrich Schlegel), problemas estéticos, problemas metafísicos.
«La esencia misma del proyecto romántico, tal y como Novalis lo definió en sus cuadernos, consiste en querer la variación y en pensar la diversificación que actúa en la naturaleza y dentro del hombre». Esta voluntad de renovar en fragmentos la visión del mundo de su tiempo, mezclando múltiples disciplinas, y reuniendo metafísica y misticismo, cuentos populares y forma poética, hizo de los primeros románticos alemanes los predecesores de los surrealistas. «Que este mundo se agote por aislarse con su esoterismo no lo hace menos entrañable y los surrealistas franceses fueron los primeros en encontrar en estos fascinantes precursores románticos—como dijo André Breton del más científico de estos románticos, J. W. Ritter—unos «surrealistas avant-la lettre» («antes de tiempo»).